# Batalha de Schöngrabern

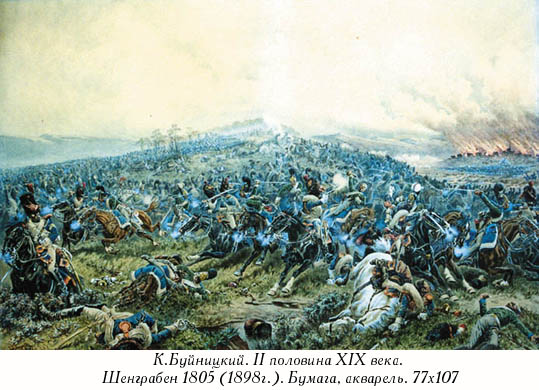
Batalha de Schöngrabern

A Batalha de Schöngrabern, também conhecida como Batalha de Hollabrunn, foi um combate nas Guerras Napoleônicas durante a Guerra da Terceira Coligação, travada em 16 de novembro de 1805 perto de Hollabrunn, na Baixa Áustria, quatro semanas após a Batalha de Ulm e duas semanas antes da Batalha de Austerlitz (Slavkov, Morávia - atual República Tcheca).

## Batalha
O exército russo de Kutuzov estava se retirando ao norte do Danúbio antes do exército francês de Napoleão. Em 13 de novembro de 1805, os marechais Murat e Lannes, comandando a guarda avançada francesa, haviam capturado uma ponte sobre o Danúbio em Viena, alegando falsamente que um armistício havia sido assinado, e então apressando a ponte enquanto os guardas estavam distraídos. Kutuzov precisava ganhar tempo para fazer contato perto de Brno (Brünn) com reforços liderados por Buxhowden. Ele ordenou que sua retaguarda sob o comando do major-general príncipe Pyotr Bagration atrasasse os franceses.

Murat e Lannes comandaram o 4º e 5º Corpo e a Cavalaria de Reserva. Bagration ocupou uma posição a cerca de 6 km ao norte de Hollabrunn, na colina acima da pequena cidade de Schöngrabern (hoje parte de Grabern). Murat acreditava que todo o exército russo estava diante dele, e hesitou em atacar. Bagration então sugeriu a Murat que as negociações para um armistício deveriam ser abertas. Murat concordou e não atacou. Quando Napoleão foi informado disso, ele ficou furioso e escreveu a Murat:
Não consigo encontrar palavras para expressar o meu desagrado. Você só comanda a minha vanguarda e não tem o direito de concordar com um armistício sem as minhas ordens. Você vai me custar os frutos de uma campanha. Acabe com o armistício de uma vez e ataque o inimigo. Informe-o de que o general que assinou este acordo não tem poder para o fazer, que apenas o Imperador russo tem o direito, e que quando o Imperador Russo ratificar este acordo, eu também o ratificarei. Mas é apenas uma artimanha. Março, destruir o exército russo. Você está em condições de levar sua bagagem e artilharia. 
Em 16 de novembro de 1805, Murat informou Bagration que o armistício terminaria às 17h00. A ação confusa ocorreu durante a noite. Depois de sofrer vários ataques franceses e manter a posição por cerca de seis horas, Bagration foi expulso e executou uma retirada qualificada e organizada para se retirar para se juntar ao principal exército russo. Sua defesa habilidosa em face das forças superiores atrasou com sucesso os franceses o suficiente para que as forças russas de Kutuzov e Buxhowden se unissem em Brno (Brünn) em 18 de novembro de 1805.

## Na cultura popular
A batalha é retratada no romance Guerra e Paz, de Liev Tolstói. O príncipe Andrei Bolkonsky está presente e se liga à bateria de artilharia do capitão Tushin. À medida que a batalha progride, a bateria acaba sozinha e sem apoio, tornando-se o fator decisivo para a retirada bem-sucedida das tropas russas. Mais tarde naquela noite, alguns oficiais russos acusam o capitão Tushin de ter abandonado suas peças de artilharia, em vez de recuar com as armas como ordenado. O príncipe Andrei diz a Bagration que não havia tropas russas de apoio, e que o capitão Tushin e seus homens poderiam muito bem ter sido o ponto vital para atrasar o avanço francês.:105-117
Dada a falta de detalhes nas fontes históricas para esta batalha, não está claro o quanto a versão de Tolstói da batalha se relaciona com a ação histórica